# Loek van den Berg
Loek van den Berg (* 24. Juni 1996 in Nijmegen) ist ein niederländischer Jazzmusiker (Alt-, Tenor- und Sopransaxophon, Komposition).

## Leben und Wirken
Van den Berg war von früh auf am Musikmachen interessiert. Seit 2014 studierte er Jazz am Rotterdams Conservatorium, wo er seinen 2019 Bachelor-Abschluss machte. Bereits während seines Studiums begann er in verschiedenen Bands zu spielen. Unter anderem absolvierte er mehrere Tourneen mit dem Nationaal Jeugd Jazz Orkest unter der Leitung von Anton Goudsmit und dem Jong Metropool unter der Leitung von Vince Mendoza, Jules Buckley und Miho Hazama.
Van den Berg arbeitete vor allem im Duo mit dem Pianisten Daniel van der Duim und in seinem Loek van den Berg Quintet; für beide Gruppen komponiert er auch. Mit dem Loek van den Berg Quintet war er mehrfach international unterwegs, unter anderem in Indien, Spanien und Malta, und veröffentlichte 2022 bei Zennez das Album Wayfarer. Weiterhin gehört er zum Chi Quartet und zur Flamenco-Jazz-Band Karisma.

## Preise und Auszeichnungen
2019 gewann van den Berg mit dem Sextett We Are 6 den Erasmus-Jazzpreis. 2022 erhielt er mit seinem Quintett den 2. Preis beim Wettbewerb von Getxo. 2023 wurde sein Album Wayfarer mit dem Edison in der Jazzkategorie „Nieuwkomer Nationaal“ ausgezeichnet: „Sein Album enthält zehn selbst geschriebene Kompositionen, von denen jede eine enorme Eloquenz besitzt. Van den Bergs Stil ist sehr melodisch und lässt Raum für die Stimmen und Improvisationen der einzelnen Bandmitglieder.“

## Diskographische Hinweise
- Loek van den Berg Quintet: Wayfarer (Zennez Records 2022, mit Nathan Surquin, Aseo Friesacher, Cas Jiskoot, Jens Meijer)
- Loek van den Berg Quintet: Seafarer (Berthold/Cargo 2025)